# Brain rot

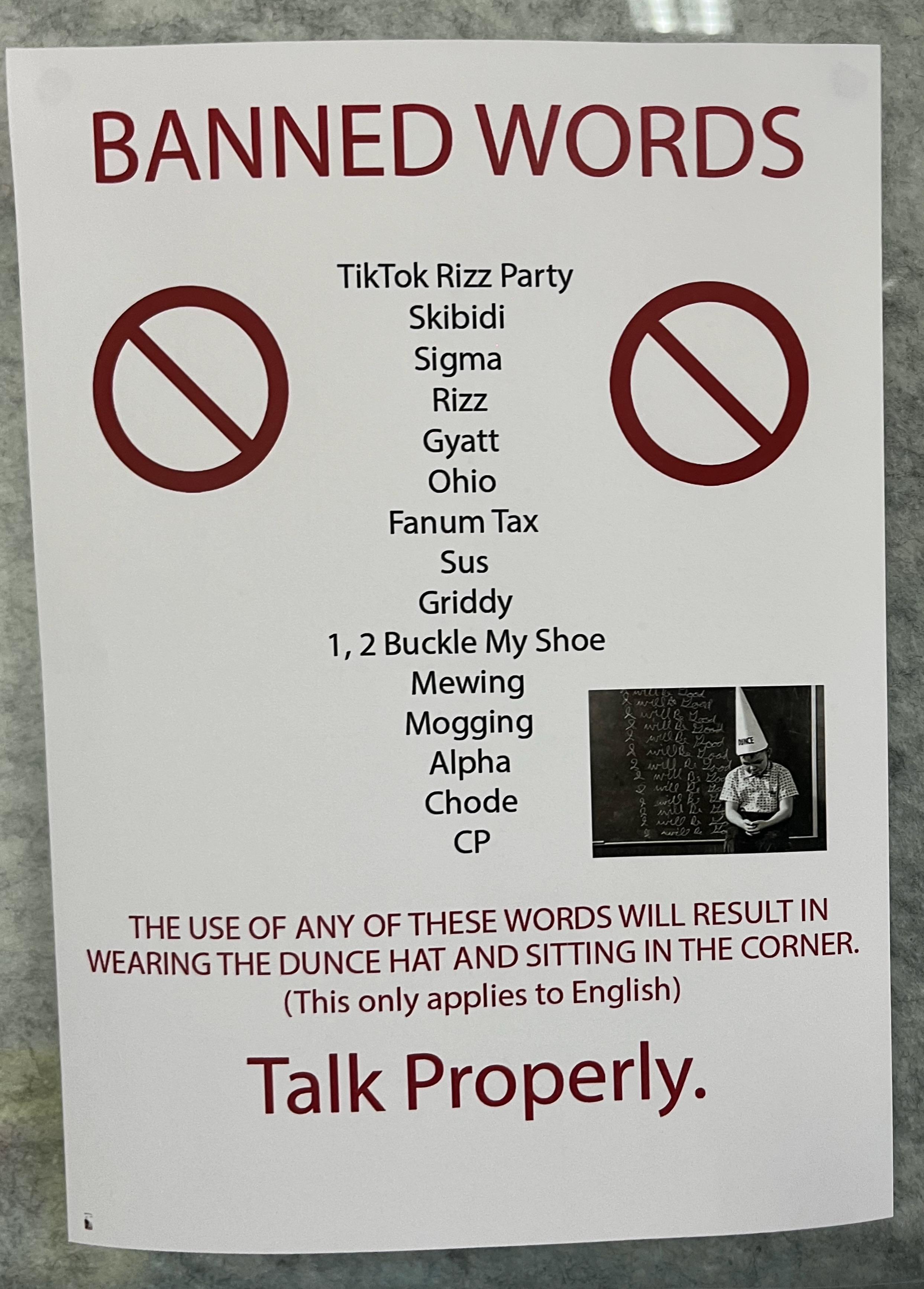
Một áp phích ở trường học có nội dung cấm sử dụng những từ được xem là brain rot

Brain rot hay brainrot (tạm dịch tiếng Việt: "thối não" hay "não mục rữa") là một thuật ngữ trong văn hóa mạng được dùng để miêu tả những nội dung chất lượng kém hoặc ít có giá trị trên Internet, hoặc những ảnh hưởng tiêu cực về mặt tâm lý và nhận thức được cho là do chúng gây ra. Thuật ngữ này ám chỉ việc dành quá nhiều thời gian trên mạng để tiêu thụ những nội dung vô nghĩa, chẳng hạn như một số meme Internet, dẫn đến suy giảm chức năng nhận thức, khả năng tập trung và trí tuệ. Thuật ngữ này đã được sử dụng trên mạng từ năm 2004, nhưng chỉ trở nên phổ biến vào năm 2023, khi bản thân nó đã trở thành một meme Internet. Thuật ngữ này được Oxford chọn làm Từ của năm trong năm 2024.